# José Allamano
José Allamano (Castelnuovo Don Bosco, 21 de enero de 1851-Turín, 16 de febrero de 1926) fue un sacerdote católico italiano, fundador de los Misioneros de la Consolata y de las Hermanas Misioneras de la Consolata, proclamado beato por el papa Juan Pablo II en 1990 y santo por el papa Francisco en 2024.

## Biografía

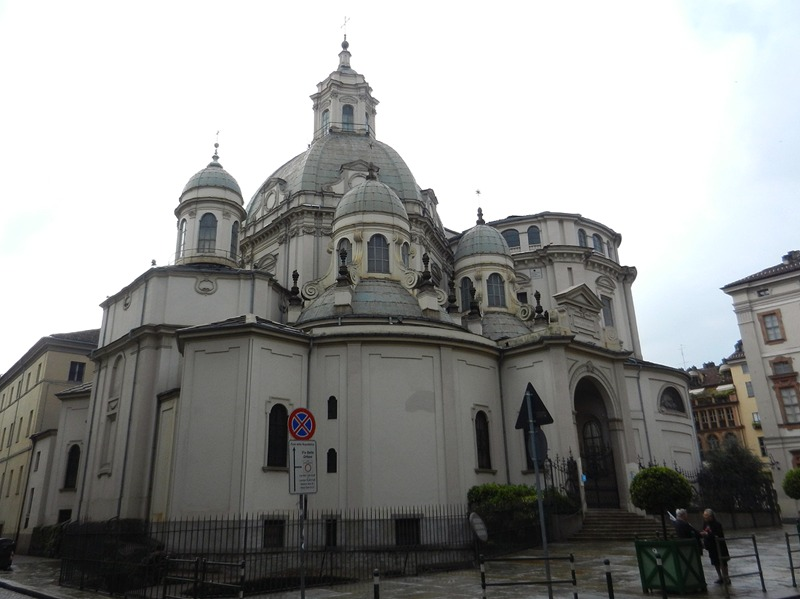
Santuario de la Consolata en Turín, lugar donde José Allamano fundó las congregaciones de misioneros y misioneras de la Consolata.

José Allamano (en italiano: Giuseppe Allamano) nació en Castelnuovo Don Bosco, en la provincia de Asti, Italia, en el seno de una familia de agricultores. Su madre, María Cafasso, era hermana del famoso José Cafasso, también venerado como santo en la Iglesia católica. Al quedar huérfano de padre, a los tres años de edad, su madre y su tío se dedicaron a educarle en las primeras etapas de su vida. La familia se trasladó a Valdocco, allí José conoció otras dos personas que influyeron en su vida, su maestra Benedetta Savio y su confesor Juan Bosco.
Allamano ingresó al seminario diocesano de Turín y fue ordenado sacerdote el 20 de septiembre de 1873. En 1878 se graduó en Teología en la Pontificia Facultad de Teología, perteneciente, aunque autónoma, a la Universidad de Turín. Inmediatamente fue nombrado confesor del seminario y en 1880, rector del Santuario de la Consolata. Durante el periodo que ocupó el cargo de rector del santuario, Allamano se dedicó a la restauración estructural y espiritual del mismo y recuperó el convictorio eclesiástico para jóvenes sacerdotes. Su compañero Santiago Camisassa fue de gran ayuda para estas obras.
José Allamano, con la ayuda de Camisassa, el 29 de enero de 1901, fundó el Instituto Misiones Consolata, con el fin de enviar sacerdotes a las nuevas diócesis, que aún no tenían suficiente clero local. Nueve años más tarde, para ayudar a los sacerdotes en la educación de los nativos, fundó la Congregación de Hermanas Misioneras de la Consolata, el 29 de enero de 1910. A sus misioneras y misioneras dedicó los últimos años de su vida. Murió en Turín el 16 de febrero de 1926.

## Culto
José Allamano fue venerado por sus misioneros y misioneras desde el mismo momento de su muerte, ellos dicen que en su lecho de muerte Allamano les dejó como testamento las siguientes palabras «por ustedes he vivido tantos años, y por ustedes he consumido bienes, salud y vida. Espero que, al morir, pueda convertirme en su protector desde el cielo». Por ello, sus religiosos procuraron desde un primer momento conservar todo recuerdo, escrito o memoria, que les sirviera para más adelante abrir el proceso en pro de su canonización. Dicho proceso fue incoado en 1944 y gracias a los esfuerzos referidos, Allamano fue declarado venerable por el papa Juan Pablo II el 13 de mayo de 1989.
El mismo pontífice lo beatificó el 7 de octubre de 1990. La Iglesia católica celebra su memoria el 16 de febrero. Es considerado el patrón y protector de los misioneros y de las misioneras de la Consolata. Sus reliquias se veneran en la iglesia de los misioneros de la Consolata de Turín.
El 23 de mayo de 2024 el papa Francisco autorizó el decreto de un milagro atribuido a la intercesión del entonces beato José Allamano, abriendo paso a su canonización, realizada el 20 de octubre del mismo año.